# Schittuf weAchawa
Schittuf weAchawa (arabisch مشاركة وأخوة, DMG Mušāraka wa-Uḫwa; hebräisch שִׁתּוּף וְאַחֲוָה Schittūf wəʾAchawah, deutsch ‚Kooperation und Brüderlichkeit‘, Plene: שיתוף ואחווה) war eine israelisch-arabische politische Partei in Israel, die für die Wahlen 1959 gegründet wurde. Sie war mit der Mapai assoziiert.
Bei den Wahlen 1959 erhielt die Partei 1,1 % der Stimmen und zwei Sitze: Abgeordnete waren Labib Hussein Abu Rokan und Yussef Diab. Aufgrund der Tatsache, dass die Partei mit der Mapai assoziiert war, war sie Teil der Koalitionsregierung.
Bei den Wahlen im Jahre 1961 erhielt die Partei 1,9 %, der Stimmen und überholte damit Qidma u-Fittuach und war die stärkste israelisch-arabische Partei in der Knesset. Mit ihren vier Sitzen war sie während der fünften Legislaturperiode in allen drei Regierungskoalition vertreten. Sowohl Abu Rochan als auch Diab wurden durch Dschabar Muʿaddī und Diyab Obeid ersetzt.
Bei den Wahlen 1965 erhielt die Partei nur noch 1,3 % der Stimmen, behielt jedoch ihre beiden Sitze und war Teil der Regierungskoalition.
Am 5. Juli 1966 fusionierte die Partei mit Qidmah uFittuach, um Zusammenarbeit und Entwicklung zu gründen. Das Bündnis brach jedoch am 1. Januar 1967 wieder auseinander. Am 11. April 1967 verließ Muʿaddī die Partei, um eine neue Partei, die HaSiʿah haDrusit haJisreʾelit zu gründen, obwohl er in der Knesset Abgeordneter der Qidmah uFittuach war.

## Abgeordnete in der Knesset
| Knesset (Anzahl Mandate) | Abgeordnete der Knesset              | Anmerkungen |
| ------------------------ | ------------------------------------ | ----------- |
| Vierte (2)               | Labib Hussein Abu Rokan, Yussef Diab |             |
| Fünfte (2)               | Dschabar Muʿaddī, Diyab Obeid        |             |
| Sechste (2)              | Dschabar Muʿaddī, Diyab Obeid        |             |
| Siebte (2)               | Elias Nahale, Diyab Obeid            |             |